# بيتر بينتس
بيتر بينتس (بالألمانية: Peter Penz)، من مواليد 5 أبريل 1984، لاعب التزلج نمساوي معتزل، شارك في عدة مناسبات رياضية، وأهمها تحقيق ميداليتي الفضية والبرونزية لدورتي الألعاب الأولمبية.